# Try It on My Own
Try It on My Own è un singolo del 2003 della cantante statunitense Whitney Houston. La canzone è stata estratta come terzo singolo dall'album Just Whitney.

## Tracce
1. Try It On My Own [Radio Edit]
2. Try It On My Own [Mauve Remix]
3. Try It On My Own [Maurice's Nu Soul Radio Mix]
4. Try It On My Own [Pound Boys Radio Mix]
5. Try It On My Own [Thunderpuss Radio Mix]